# Battaglia di Stamford Bridge
La battaglia di Stamford Bridge (in inglese antico Gefeoht æt Stanfordbrycge), avvenuta nel villaggio inglese di Stamford Bridge il 25 settembre 1066, vide scontrarsi l'esercito inglese guidato dal re Aroldo II d'Inghilterra e una forza di invasori norvegesi guidata dal re Harald III di Norvegia alleato con Tostig Godwinson, fratello del re inglese. Dopo una sanguinosa battaglia, l'esercito norvegese fu sconfitto e sia Harald che Tostig, insieme alla maggior parte dei soldati, rimasero uccisi.
Sebbene Aroldo fosse riuscito a respingere gli invasori norvegesi, meno di tre settimane dopo, nella battaglia di Hastings, fu a sua volta sconfitto e ucciso dagli invasori normanni guidati da Guglielmo il Conquistatore. La battaglia di Stamford Bridge è tradizionalmente considerata come la fine simbolica dell'epoca vichinga, nonostante nei decenni seguenti gli scandinavi abbiano continuato a lanciare grandi campagne in Britannia e in Irlanda, come quelle del re danese Sweyn II Estrithson nel 1069–1070 e quelle del re Magnus III di Norvegia nel 1098 e nel 1102–1103.
La battaglia di Stamford Bridge avvenne pochi giorni dopo la battaglia di Fulford, nella quale i norvegesi avevano sconfitto i fratelli Edwin conte di Mercia e Morcar conte di Northumbria.

## Contesto storico
La morte del re inglese Edoardo il Confessore nel gennaio 1066 aveva innescato una lotta di successione al trono alla quale prese parte una varietà di contendenti dall'Europa settentrionale e occidentale. Tra questi pretendenti, vi era il re di Norvegia Harald Hardrada. Secondo il manoscritto D della Cronaca anglosassone (p. 197), i norvegesi prepararono una flotta di trecento navi per invadere l'Inghilterra. Gli autori, tuttavia, non paiono distinguere tra le navi da guerra e le navi da rifornimento. Nella saga di re Harald narrata nell'Heimskringla, l'autore Snorri Sturluson scrive: «si dice che il re Harald avesse oltre duecento navi, oltre alle navi di rifornimento e vascelli più piccoli». Insieme ai rinforzi raccolti alle isole Orcadi, l'esercito norvegese contava probabilmente un totale tra 7000 e 9000 uomini. Arrivati al largo della costa inglese in settembre, Hardrada fu raggiunto da altre forze reclutate nelle Fiandre e in Scozia dal suo alleato Tostig Godwinson. Tostig era in conflitto con il fratello maggiore Aroldo, eletto re dal Witenagemot riunitosi dopo la morte di Edoardo. Dopo essere stato espulso dalla sua posizione di conte di Northumbria e esiliato nel 1065, Tostig aveva lanciato una serie di attacchi infruttuosi sull'Inghilterra nella primavera del 1066.
Verso la fine dell'estate del 1066, gli invasori salparono su per il fiume Ouse prima di procedere verso York. Il 20 settembre sconfissero un esercito inglese settentrionale guidato da Edwin, conte di Mercia e suo fratello Morcar, conte di Northumbria nella battaglia di Fulford, fuori York. Dopo questa vittoria, ricevettero la resa di York. Dopo aver brevemente occupato la città e preso ostaggi e provviste dalla stessa, i norvegesi ritornarono alle loro navi attraccate a Riccall. Offrirono la pace ai northumbriani in cambio del loro sostegno per la pretesa al trono di Harald, e esigerono altri ostaggi da tutto il Yorkshire.
In quel momento, re Aroldo era nell'Inghilterra meridionale, aspettandosi un'invasione dalla Francia guidata da Guglielmo, duca di Normandia, un altro pretendente al trono inglese. Venendo a sapere dell'invasione norvegese a nord, si diresse lì a grande velocità seguito dai suoi huscarli e da quanti thegn riuscì a radunare, viaggiando giorno e notte. Fece il viaggio da Londra allo Yorkshire, una distanza di circa 185 miglia (298 km), in soli quattro giorni, permettendogli di prendere i norvegesi di sorpresa. Essendo stato informato che i northumbriani avevano l'ordine di mandare altri ostaggi e provviste ai norvegesi a Stamford Bridge, Harold accorse per attaccarli a questo punto d'incontro il 25 settembre. I norvegesi erano ignari dell'avvicinamento di un esercito nemico fino a quando l'esercito inglese non fu visibile.

## Battaglia
Secondo Snorri Sturluson, prima della battaglia un uomo cavalcò da solo verso Harald Hardrada e Tostig. Non rivelando il proprio nome, parlò a Tostig, offrendogli il suo dominio se avesse tradito il norvegese. Tostig chiese cosa suo fratello Aroldo era disposto a dare a Harald per compensarlo degli sforzi per la spedizione in suo sostegno. Il cavaliere rispose: «sette piedi di terra inglese, poiché è più alto di altri uomini», implicando che sia Hardrada che il suo esercito sarebbero uccisi e seppelliti sul suolo inglese. In seguito, tornò a ricongiungersi con l'armata sassone. Hardrada, colpito dall'audacia del cavaliere, chiese a Tostig chi costui fosse, al che egli rispose che era il re Aroldo in persona.
L'apparizione improvvisa dell'esercito inglese colse i norvegesi di sorpresa. L'avanzata inglese fu arrestata dalla necessità di attraversare la strozzatura dovuta al ponte che dà il nome alla battaglia (Stamford Bridge). La Cronaca anglosassone racconta che a bloccare il ponte vi era un gigantesco norreno armato d'ascia (forse un'ascia danese) che tenne a bada l'intero esercito inglese. Secondo il racconto, questo soldato uccise fino a 40 inglesi, prima di essere sconfitto da un soldato che guadò il fiume dentro a un barile e ficcò la sua lancia tra le assi del ponte, ferendo a morte il norreno.
Questo ritardo aveva permesso al grosso dell'esercito norreno di formare un muro di scudi per fronteggiare l'attacco inglese. L'esercito di Aroldo si riversò attraverso il ponte, formando una linea proprio a ridosso dell'esercito norreno, bloccò gli scudi e caricò. La battaglia si protrasse ben oltre il ponte stesso e, sebbene infuriasse per ore, la decisione dell'esercito norreno di abbandonare le armature li pose in netto svantaggio. Alla fine, l'esercito norreno cominciò a frammentarsi e a sfaldarsi, permettendo alle truppe inglesi di farsi strada e rompere il muro di scudi scandinavo. Completamente aggirato, con Hardrada ucciso da una freccia alla trachea e Tostig ucciso, l'esercito norvegese si scompose e fu sostanzialmente annientato.
Nelle fasi finali della battaglia, l'esercito norvegese fu rinforzato dall'arrivo di un contingente di truppe che erano a guardia delle navi a Riccall guidato da Eystein Orre, che sarebbe stato il genero di Hardrada. Si dice che alcuni dei suoi uomini siano collassati e morirono di sforzi dopo aver raggiunto il campo di battaglia, mentre il resto era pienamente armato. Il loro controattacco, descritto nella tradizione norvegese come la "tempesta di Orre", fermò brevemente l'avanzata inglese, ma fu presto sopraffatto e Orre fu annientato. L'esercito norvegese fu sgominato. Come presente nelle Cronache, alcuni dei norreni in fuga, inseguiti dall'esercito inglese, annegarono nel tentativo di guadare il fiume. In quell'area così piccola morirono così tante persone che si dice che le loro ossa sbiancarono il campo 50 anni dopo la battaglia.

## Conseguenze

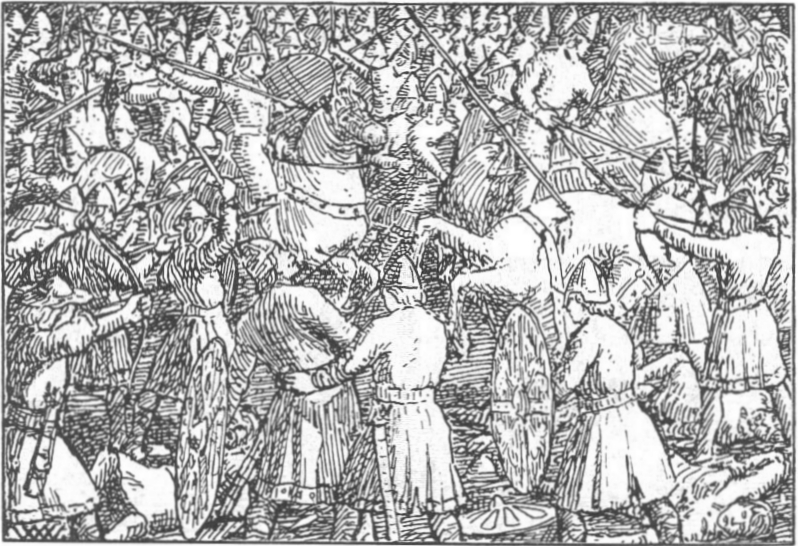
Illustrazione del XIX secolo della saga di Harald Hardrada, nellHeimskringla.

Il re Aroldo accettò un armistizio con i norvegesi superstiti, tra cui il figlio di Harald Olaf e Paul Thorfinnsson, conte delle Orcadi. Fu concesso loro di lasciare dopo aver promesso di non attaccare più l'Inghilterra. Le perdite subite dai norvegesi furono così pesanti che bastavano solo 24 navi della flotta di 300 per portare via i sopravvissuti. Si ritirarono alle Orcadi, dove trascorsero l'inverno e in primavera Olaf tornò in Norvegia. A quel tempo, il regno fu poi diviso e condiviso tra lui e suo fratello Magnus, a cui Harald aveva lasciato a governare in sua assenza.
Le vittorie di Aroldo ebbero vita breve. Tre giorni dopo la battaglia, il 28 settembre, una seconda invasione colpì l'Inghilterra, guidata questa volta da Guglielmo duca di Normandia, che sbarcò nella baia di Pevensey, nel Sussex, sulla costa meridionale inglese. Aroldo dovette radunare le truppe e marciare subito verso sud per intercettare l'esercito normanno. Meno di tre settimane dopo Stamford Bridge, il 14 ottobre 1066, la battaglia di Hastings portò alla sconfitta definitiva dell'esercito inglese e alla morte di re Aroldo, completando la conquista normanna dell'Inghilterra.

## Monumenti

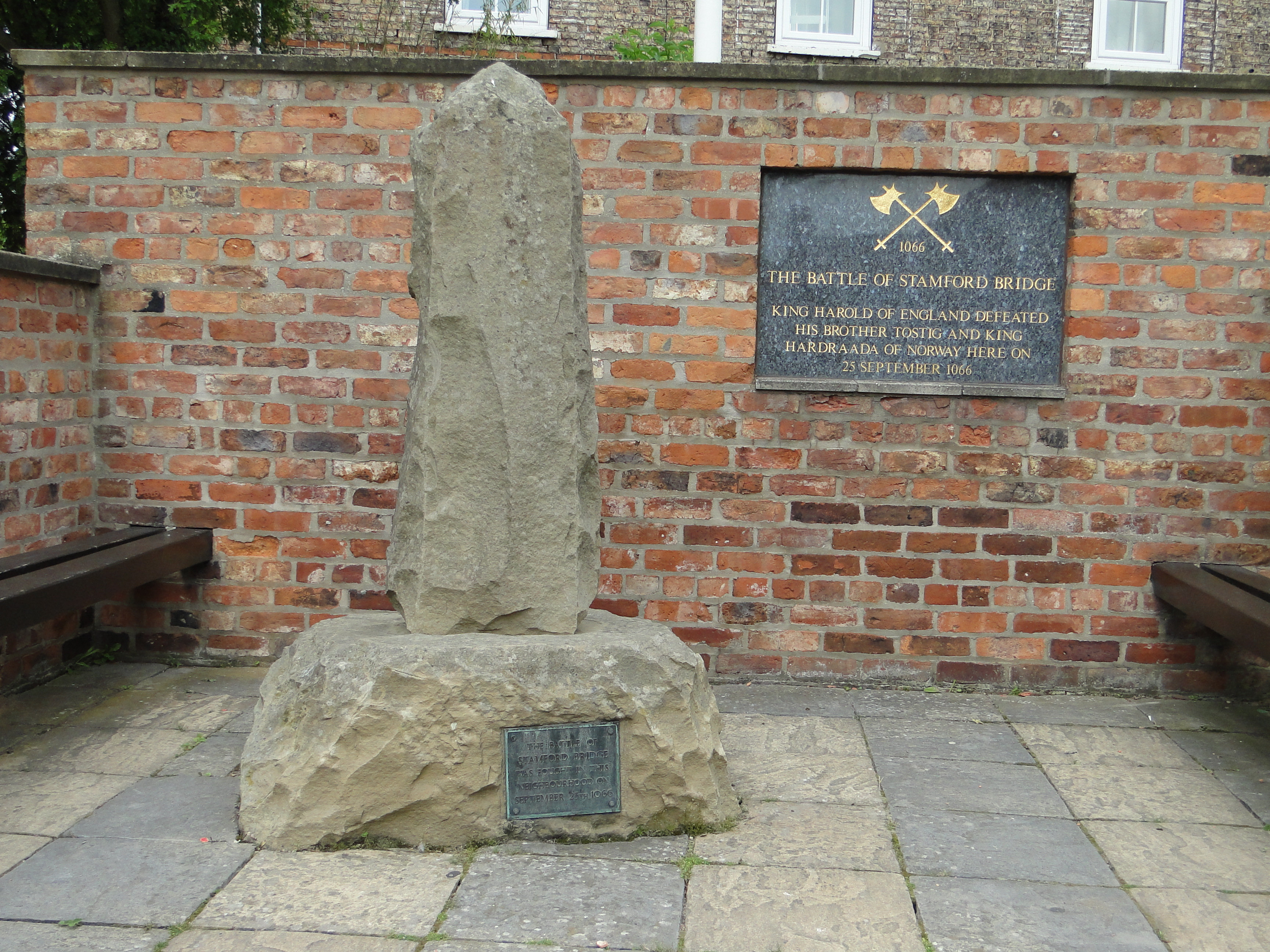
Monumento del villaggio di commemorazione della battaglia di Stamford Bridge

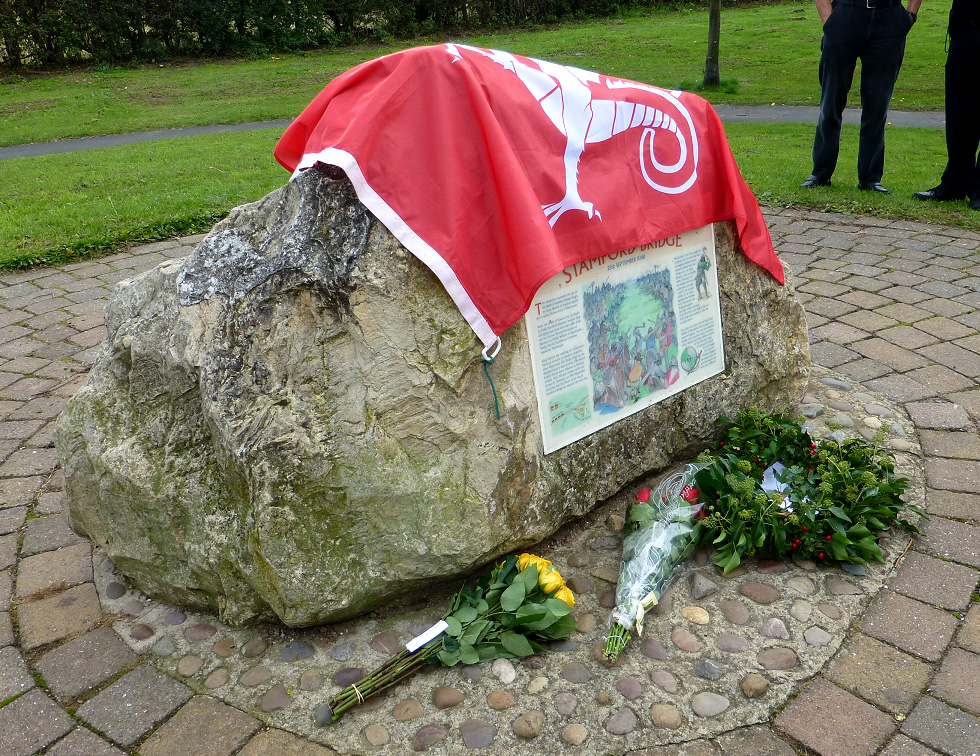
Memoriale sul campo di battaglia di Stamford Bridge vicino a Whiterose Drive

Dentro Stamford Bridge e nei suoi dintorni, furono eretti due monumenti in onore della battaglia.

### Monumento del villaggio
Il primo monumento commemorativo si trova in paese sulla Main Street (A116). L'iscrizione del monumento dice:
WAS FOUGHT IN THIS NEIGHBOURHOOD

ON SEPTEMBER 25TH, 1066»
mentre nell'iscrizione della placca di marmo è scritto:
KING HAROLD OF ENGLAND DEFEATED

HIS BROTHER TOSTIG AND KING

HARDRADA OF NORWAY HERE ON

25 SEPTEMBER 1066»

### Monumento della battaglia
Un secondo monumento si trova sul luogo della battaglia, alla fine di Whiterose Drive. È dotato di una lapide e di una targa commemorativa che illustrano gli eventi e l'esito della battaglia.

### Annotazioni
1. ↑  Nella sua saga su Harald Hardråde, scritta nel 1225, Snorri Sturluson descrisse la disposizione delle truppe norvegesi e rivendicò il fatto che essi avevano lasciato le loro cotte di maglia sulle navi e che quindi furono costretti a combattere utilizzando solamente scudo, lancia ed elmo. Le saghe, comunque, non sono il riferimento puntuale di fatti storici, ed è impossibile separare la verità storica dalle parti romanzate.

### Fonti
1. ↑   Michael Swanton (a cura di), The Anglo-Saxon Chronicle, New York, Routledge, 1998.
2. ↑   Snorri Sturluson, King Harald's Saga, traduzione di Magnus Magnusson e Hermann Pálsson, Penguin Group, 1966,  p. 139.
«It is said that King Harald had over two hundred ships, apart from supply ships and smaller craft.»
3. ↑   Michael Swanton (a cura di), The Anglo-Saxon Chronicles, traduzione di Michael Swanton, 2ª ed., Londra, 2000,  pp. 196-197.
4. ↑  Anglo-Saxon Chronicles, pp. 190–197.
5. ↑  Anglo-Saxon Chronicles, pp. 196–97.
6. ↑  Anglo-Saxon Chronicles, pp. 196–98.
7. ↑   Kelly DeVries, The Norwegian Invasion of England in 1066, Woodbridge, UK, Boydell Press, 1999,  p. 268, ISBN 1-84383-027-2.
8. ↑  Sturluson, King Harald's Saga p. 149.
9. ↑   The Anglo-Saxon Chronicles,  pp. 197-98.
10. ↑  Anglo-Saxon Chronicles, p. 198.
11. ↑  Larsen, Karen A History of Norway (New York: Princeton University Press, 1948).
12. 1 2  Anglo-Saxon Chronicles, p. 199.
13. ↑   John Wade, British history, chronologically arranged; comprehending a classified analysis of events and occurrences in church and state, 2ª ed., Bohn, 1843,  p. 19.
14. ↑   Phillip Morgan, 3. The Naming of the Battlefields in the Middle Ages, in Diana Dunn (a cura di), War and Society in Medieval and Early Modern Britain, Liverpool, Liverpool University Press, 2000,  p. 36, ISBN 0-85323-885-5.
15. ↑  Snorri Sturluson: Heimskringla (J. M. Stenersen & Co, 1899).
16. ↑   Bennett, Matthew, Campaigns of the Norman Conquest, Essential Histories, Oxford, UK, Osprey, 2001,  pp. 37–40, ISBN 978-1-84176-228-9.
17. ↑   Huscroft, Richard, Ruling England 1042–1217, London, Pearson/Longman, 2005,  pp. 16–18, ISBN 0-582-84882-2.
18. ↑  (EN) Battle Of Stamford Bridge, su Imperial War Museums. URL consultato il 27 dicembre 2022.
19. ↑   Stamford Bridge, su yorkshireguides.com, Yorkshire Guide. URL consultato il 15 agosto 2021.